# Peter C. Merrill
Peter Cawker Merrill (* 17. Oktober 1930 in Evanston, Illinois) ist ein US-amerikanischer Linguist, Germanist sowie Kultur-, Literatur- und Kunsthistoriker.

## Leben
Merrill wuchs auf in Winnetka, einer Gemeinde im Ballungsraum von Chicago. Einen Bachelor-Abschluss legte er in Anthropologie an der Yale University ab, Master of Science wurde er 1958 als Linguist an der Georgetown University. Mit der Arbeit An Analysis of Some Regional Differences in Standard German Pronuciation erwarb er 1974 den akademischen Grad Ph.D. in Sprachwissenschaft an der Columbia University. 1967/1968 begann er für die Florida Atlantic University in Boca Raton zu arbeiten. Dort lehrte er als Associate Professor, zuletzt als Full Professor, im Department of Languages and Linguistics Deutsch and Linguistik.
Merrill gilt als Fachmann für deutschsprachige Literatur des 19. Jahrhunderts in den Vereinigten Staaten. Er forschte über deutsche Einwandererkultur in den Vereinigten Staaten und verfasste zahlreiche Biografien über deutsch-amerikanische Künstler. Seine Bibliografie umfasst über 40 Artikel und vier Bücher. Auch schrieb er über die Genealogie seiner eigenen Familie. Über 30 Jahre legte er in einem Privatarchiv eine Materialsammlung an, die er bei Antritt seines Ruhestands 1997/1998 auf die University of Cincinnati, das Art Institute of Chicago und das Museum of Wisconsin Art verteilte.

## Veröffentlichungen (Auswahl)
- An Analysis of Some Regional Differences in Standard German Pronunciation. Ann Arbor/Michigan 1975.
- The Serial Novel in the German-American Press of the 19th Century. In: Journal of German-American Studies. Band 13, Nr. 1 (Frühjahr 1978).
- mit Theodore Graham Corbett, Cynthia Arps Corbett, Robert C. Williamson, Lee C. Hopple: Pennsylvania Folklife. Band 32, Nr. 2 (1983), Pennsylvania Folklife Magazine, 99.
- Richard Lorenz. German Immigrant Artist in Milwaukee. In: Patricia Powell (Hrsg.): Wisconsin Academy Review. Wisconsin Art History. Band 32, Nr. 2 (März 1986), S. 12–18.
- Hans Stoltenberg: Painter of Rural Wisconsin. In: Yearbook of German-American Studies. Society for German American Studies, Department of Germanic Languages and Literature, University of Kansas, Lawrence/Kansas, Band 27 (1992), S. 91–97.
- Franz Biberstein: Painter of the Canadian Rockies. In: British Columbia Historical News. Band 25, Nr. 2 (Frühjahr 1992), S. 4–7.
- John Fery, Artist of the Rockies. In: Annals of Wyoming. The Wyoming History Journal, 66 (1994), 2, S. 75 ff.
- Aus Milwaukee stammende Künstler an der Münchner Akademie. In: Magazin für Amerikanistik, 19 (1995), Heft 4, S. 15–18.
- Aus Deutschland eingewanderte Künstler in Amerika: ein Überblick. In: Katharina Bott, Gerhard Bott (Hrsg.): Vice Versa. Deutsche Maler in Amerika – Amerikanische Maler in Deutschland 1813–1913. Hirmer Verlag, München 1996, S. 29–36.
- German Immigrant Artists in America. A Biographical Dictionary. Scarecrow Press, Lanham/Maryland 1997.
- German-American Painters in Wisconsin. Fifteen Biographical Essays (Deutsch-amerikanische Maler in Wisconsin). Heinz, Stuttgart 1997.
- German-American Artists in Early Milwaukee. A Biographical Dictionary. Friends of the Max Kade Institute for German-American Studies, Madison/Wisconsin 1997.
- The Ancestry of Marguerite Hortense Cawker. Eigenverlag, 1998.
- The Ancestry of Joseph Alfred Merrill, Sr. Eigenverlag, 1998.
- The Descendants of John Francis Merrill and Annie Humphrey Davy. Eigenverlag, 1999.
- German-American Urban Culture: Writers and Theaters in Early Milwaukee. Max Kade Institute for German-American Studies, Madison/Wisconsin 2000.